# Cimetière militaire allemand de Rancourt
Pour un article plus général, voir Sites funéraires et mémoriels de la Première Guerre mondiale (Front Ouest).
Le cimetière allemand de Rancourt est un cimetière militaire de la Grande Guerre situé sur le territoire de la commune de Rancourt, dans le département de la Somme.

## Situation
Ce cimetière est implanté dans la vallée, sur la départementale 20 en direction de Combles, à 200 m environ de la Nécropole nationale de Rancourt et du cimetière britannique de Rancourt.

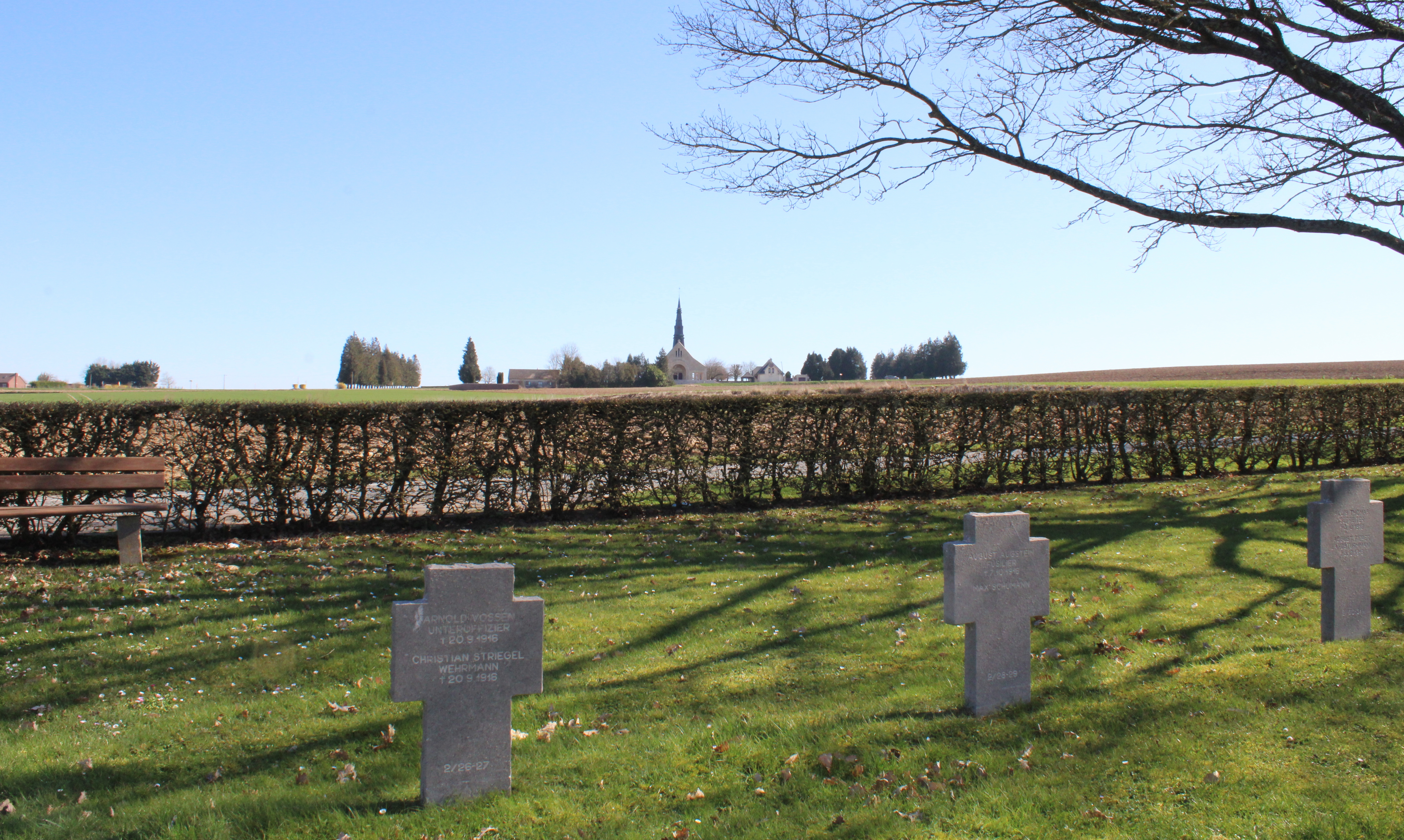
En arrière plan, à 200 m du cimetière, on aperçoit la chapelle de la Nécropole nationale de Rancourt et le cimetière britannique.

## Historique
Ce cimetière fut créé par les Français en 1921 car le Traité de Versailles de 1919, avait placé les cimetières allemands sous tutelle de l'administration française.
Ce n’est qu’en 1926 que l’entretien des cimetières fut transféré à la charge de l'État allemand. Le Volksbund Deutsche Kriegsgräberfürsorge (Association populaire allemande pour l’entretien des tombes de guerre) avait pourtant été créé en 1919. C’est également en 1926 que fut adopté le symbole qui signale la présence des nécropoles allemandes : quatre petites croix de couleur noire dominées par une plus grande.
L’oratoire du cimetière allemand de Rancourt est inscrit au titre des monuments historiques par arrêté du 14 septembre 2016.

### Galerie

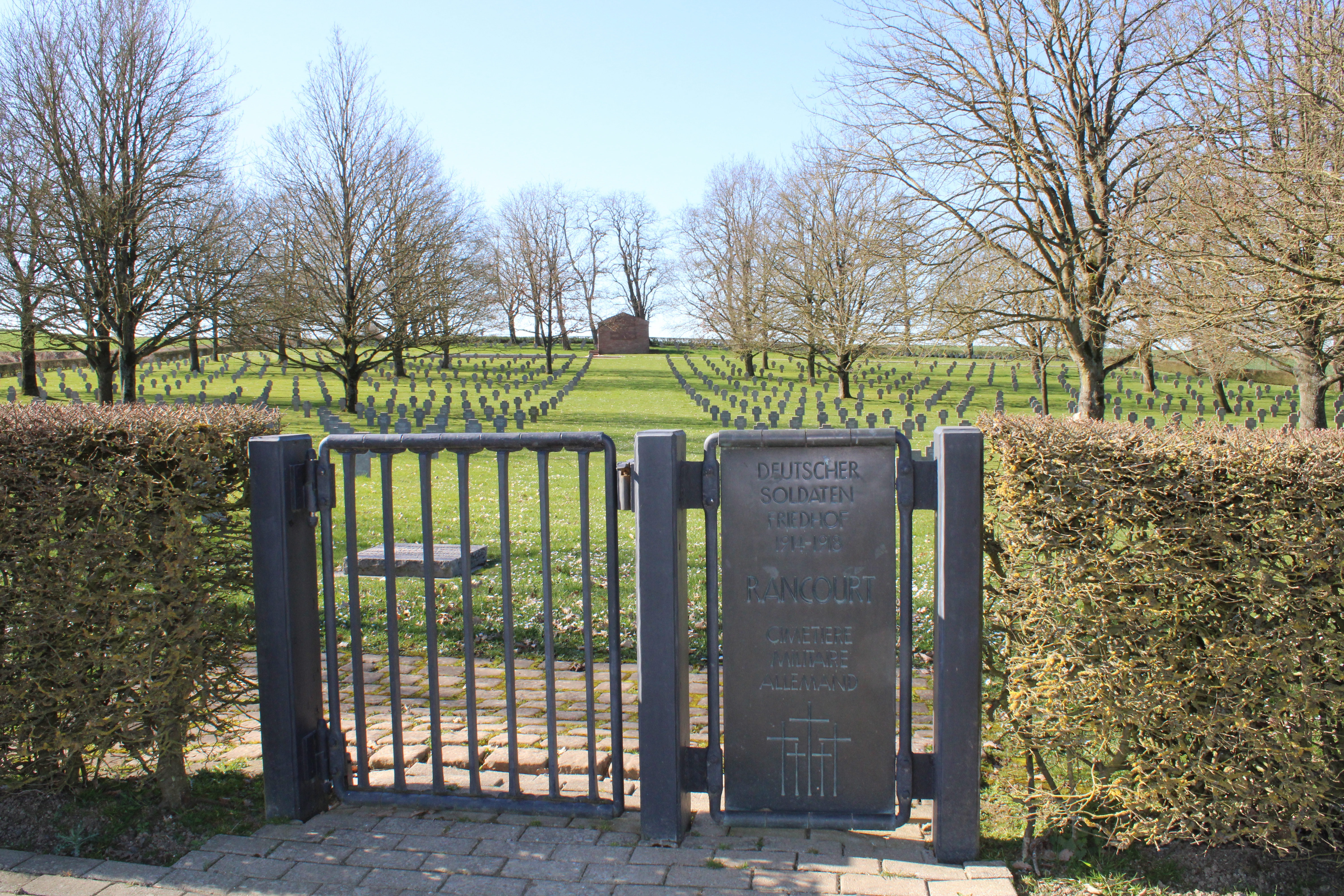
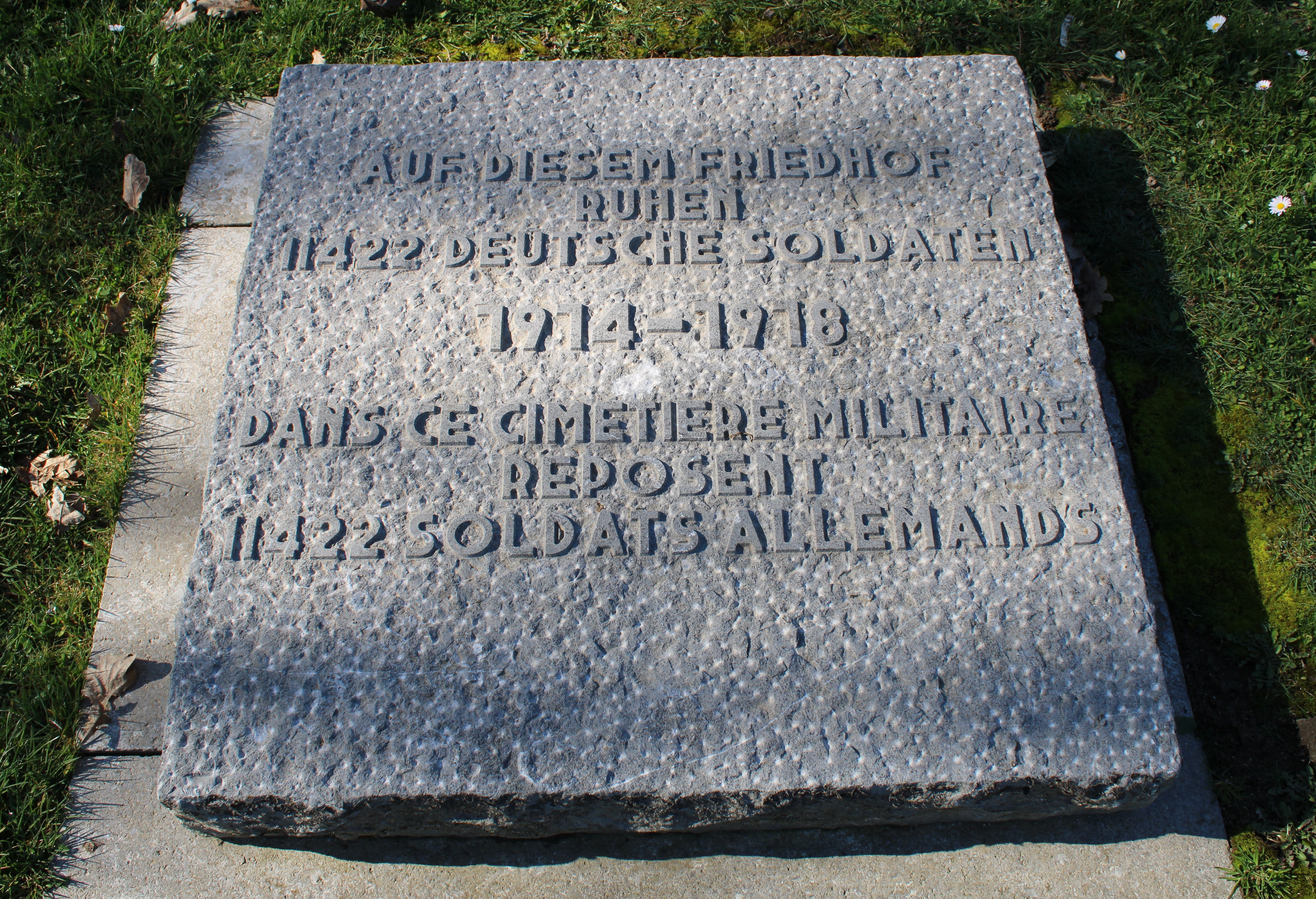
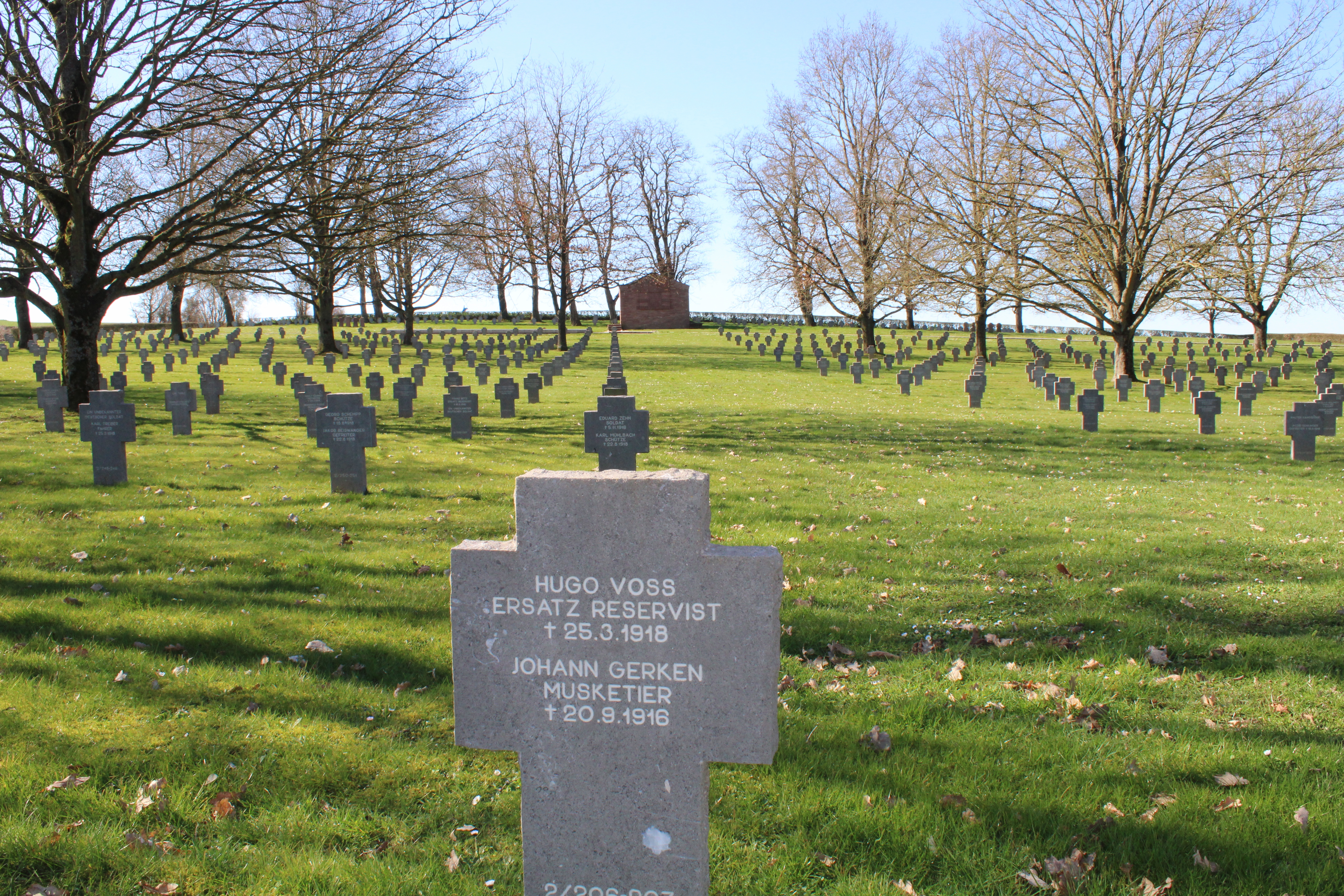
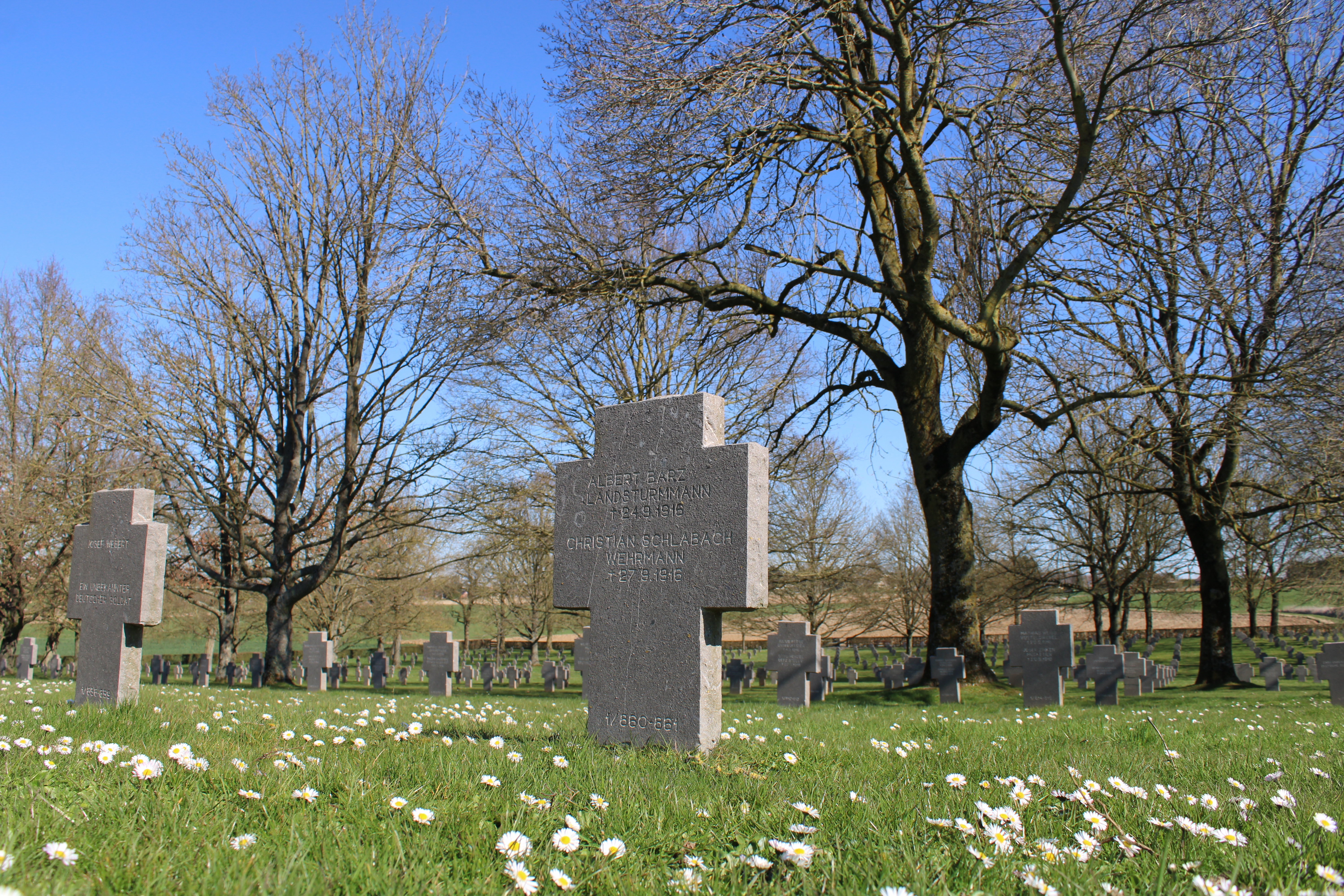

## Caractéristiques
Le cimetière allemand de Rancourt, l'un des plus grands de France, rassemble 11 422 corps ou restes de soldats allemands dont  3 930 sont inhumés dans des tombes individuelles et 7 492 dans un ossuaire.
La chapelle en brique fut inaugurée le 17 septembre 1933. On y pénètre par une grille en fer forgé, à l'intérieur, s trouve un bas-relief évoquant le deuil.
Des plantations d’arbres et de haies, des portails d’entrée en fer forgé, des bordures de pierre pour les ossuaires, de grandes croix latines noires indiquant les tombes sont les seuls éléments décoratifs des cimetières militaires allemands.

### La chapelle

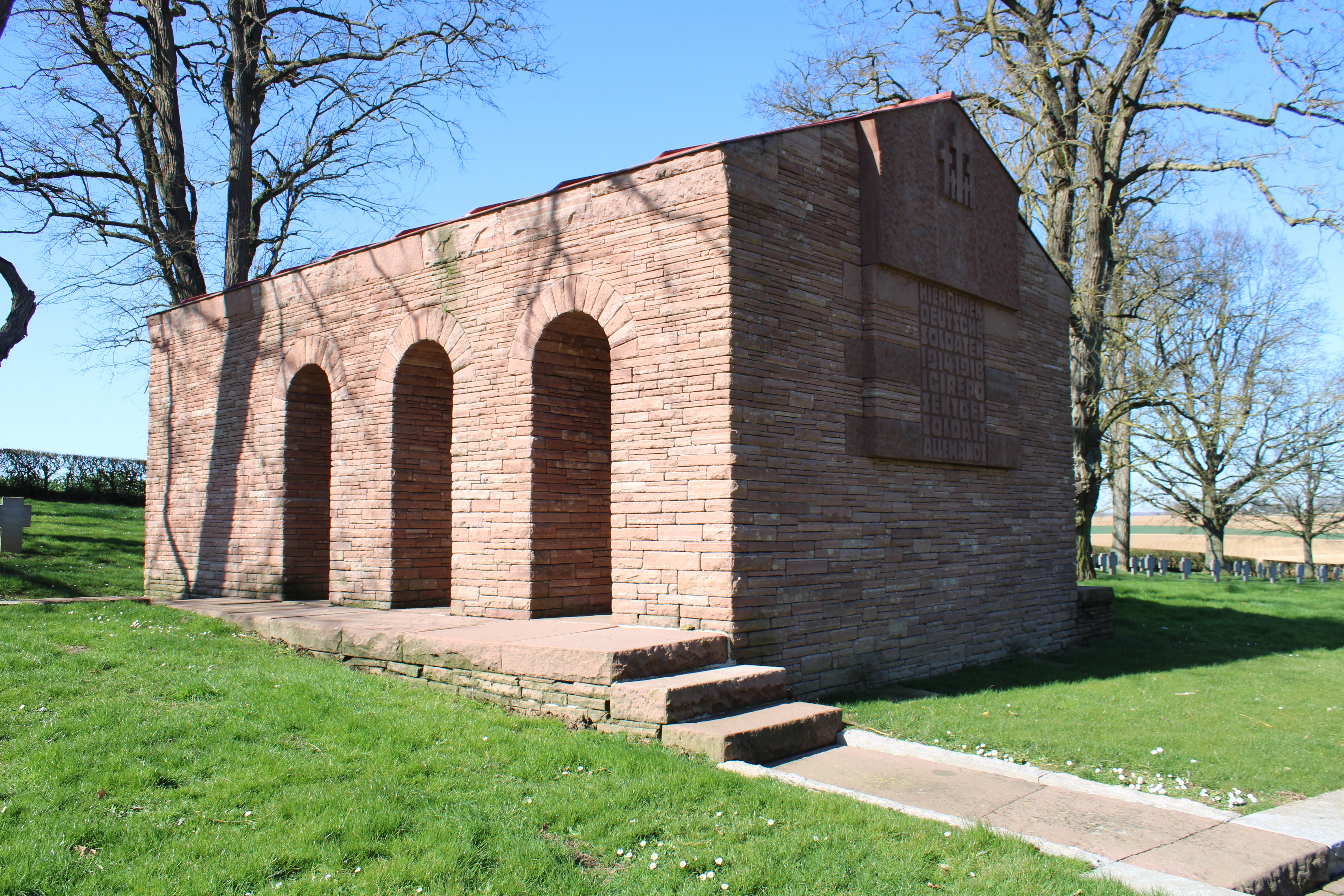
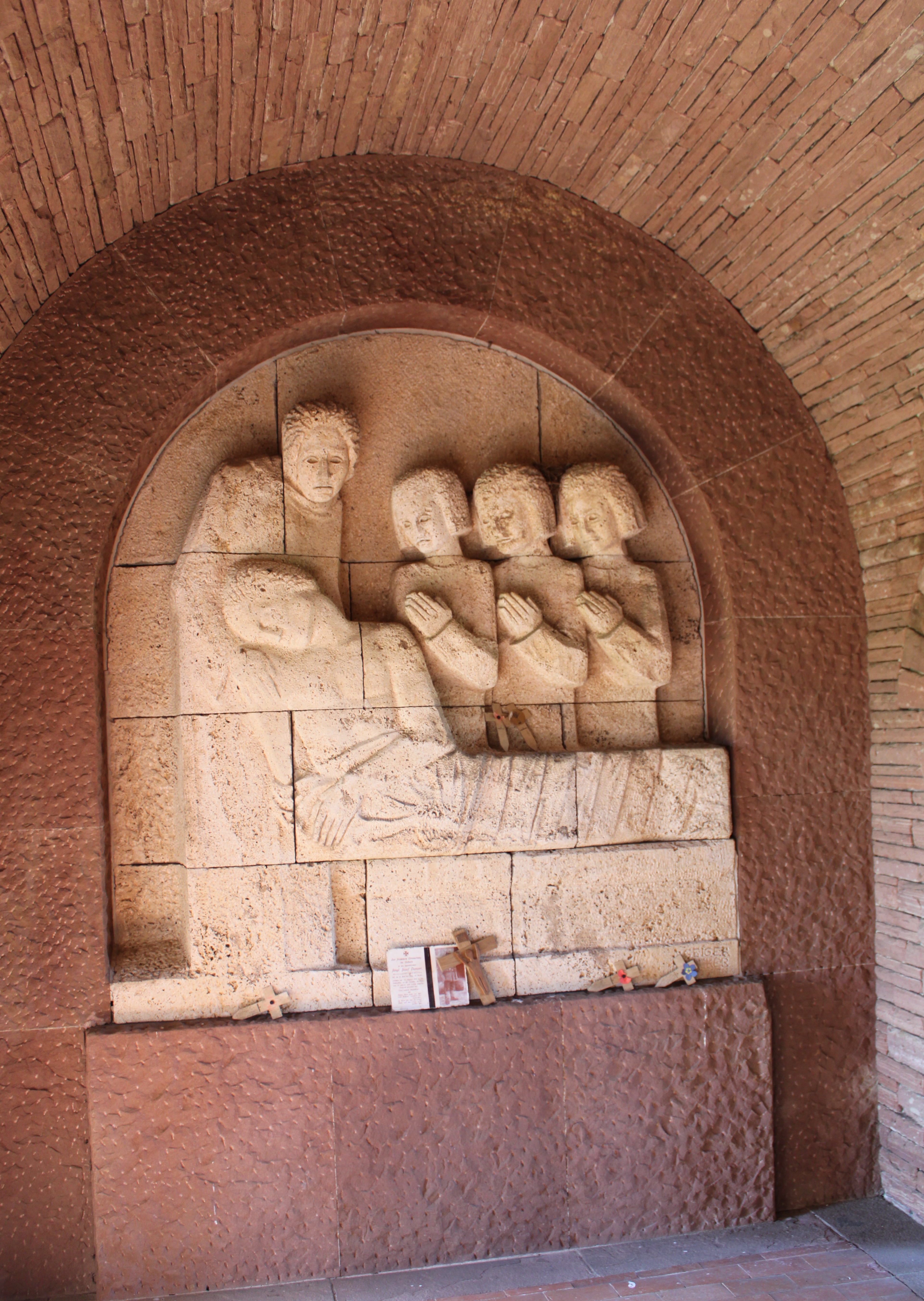
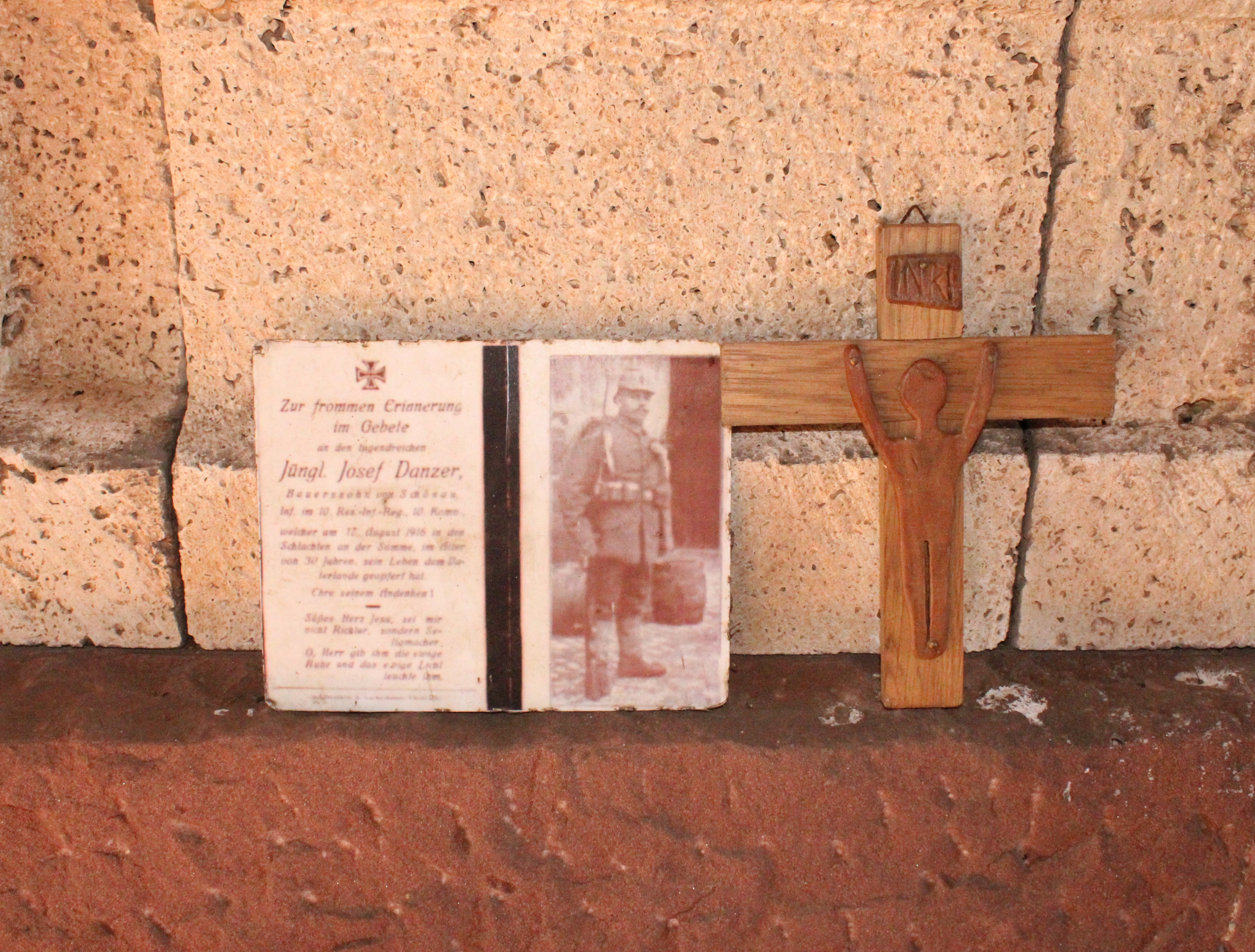
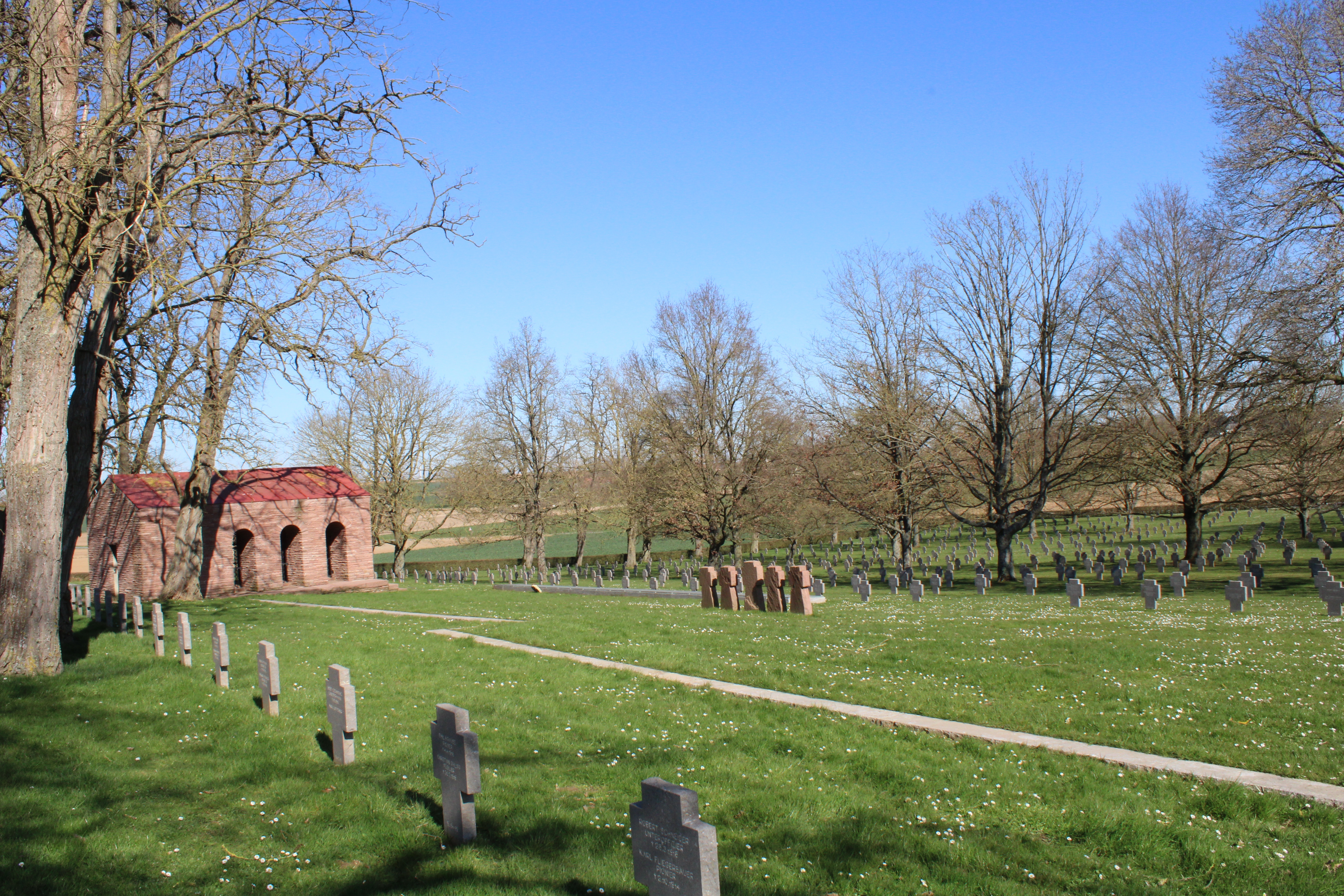

## Pour approfondir